# Sklepik z marzeniami
Sklepik z marzeniami (ang. Needful Things) – powieść Stephena Kinga wydana w październiku 1991 roku opowiadająca o miasteczku Castle Rock, w którym przybysz z Europy otwiera niecodzienny sklep.

## Polskie wydania
Pierwsze polskie wydanie ukazało się w marcu 1996 roku nakładem wydawnictwa Prima; książka została podzielona na trzy tomy (ISBN 83-7152-028-X). Wydawnictwo Świat Książki wznowiło to wydanie w 1998 roku, także dzieląc powieść na trzy osobne tomy (ISBN 83-7129-642-8). W 2004 roku wydawnictwo Albatros wydało powieść jako jedną książkę, liczącą 672 strony (ISBN 83-7359-230-X). Autorem przekładu wszystkich wyżej wymienionych jest Krzysztof Sokołowski.

## Ekranizacja
W 1993 roku ukazała się ekranizacja powieści w reżyserii Frasera Clarke'a Hestona – syna Charltona Hestona. W głównych rolach wystąpili Max von Sydow i Ed Harris.